# Myrrhis
Genre
Myrrhis est un genre de plante à fleurs de la famille des Apiaceae. Ce sont des plantes herbacées. Dans ce genre il n'existe, en Europe, qu'une espèce : le cerfeuil musqué (Myrrhis odorata).